# Charles-Édouard Maugendre-Villers
Charles-Édouard Maugendre dit Maugendre-Villers est un peintre et sculpteur français, né le 7 février 1852 à Cuy-Saint-Fiacre, en Seine-Maritime et mort le 26 juillet 1922 à son domicile, à Lille dans le Nord. Il repose dans le cimetière du Vésinet dans les Yvelines.